# San Esteban Sasroviras
San Esteban Sasroviras (oficialmente y en catalán, Sant Esteve Sesrovires) es un municipio  situado en la parte norte de la comarca del Bajo Llobregat, en la provincia de Barcelona, Cataluña, España.

## Toponimia
El topónimo de San Esteban Sasroviras deriva de la existencia de bosques de robles (rovira en catalán es sinónimo de roureda, que en castellano significa robledal), con la incorporación del artículo "salado" «ses», hoy desusado en esta localidad y en casi toda Cataluña.

## Geografía

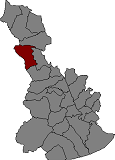
Localización de San Esteban de Sasroviras en el Bajo Llobregat

El municipio, con una extensión de 18,47 km² está situado en el sector norte de la comarca del Bajo Llobregat, fronterizo con las comarcas del Alto Panadés y la de Noya. El territorio limita por la parte norte con Abrera, por el sur con Castellví de Rosanés, al este con Martorell, al oeste con San Lorenzo de Hortons y al noroeste con Masquefa. 
El municipio está atravesado, de banda a banda, por los torrentes de Can Llopart y Ca n'Estella, fusionándose con el Torrent dels Llops. El casco antiguo se desarrolló entre estos dos torrentes y alrededor de la iglesia.
El relieve del municipio es plano con ligeras ondulaciones, apto para la explotación agrícola y ganadera, aunque este tipo de actividad ha disminuido en favor del sector industrial.

### Núcleos de población
San Esteban Sasroviras está formado por nueve núcleos, entidades de población o urbanizaciones. 
Lista de población por entidades:
| Entidad de población   | Habitantes (2022) |
| ---------------------- | ----------------- |
| Ca n'Amat              | 1415              |
| Can Bargalló           | 201               |
| Can Margarit           | 0                 |
| Can Prats              | 34                |
| Masía Bach             | 437               |
| Pou del Merli, El      | 143               |
| San Esteban Sasroviras | 3169              |
| Vallserrat             | 2300              |
| Vinyes del Turó        | 190               |

## Demografía
San Esteban Sasroviras cuenta con una población de 8060 habitantes (INE 2024).
| Gráfica de evolución demográfica de San Esteban Sasroviras entre 1842 y 2021 |
| |
| Población de derecho según los censos de población del INE. Población de hecho según los censos de población del INE.En estos censos se denominaba San Esteban Sasroviras: 1842, 1857, 1860, 1877, 1887, 1897, 1900, 1910, 1920, 1930, 1940, 1950, 1960, 1970 y 1981. |

- Gráfico demográfico de San Esteban de Sasroviras entre 1717 y 2021

| 839                                                       | 910 | 889 | 2418 | 5161 | 7329 | 7612 | 7771 |
| (Fuente: https://www.idescat.cat/emex/?id=082080&lang=es) |     |     |      |      |      |      |      |

## Comunicaciones
El municipio está ubicado en una zona que cuenta con una importante red de transportes y comunicaciones. Su proximidad con la capital de provincia, Barcelona, a solo 20 minutos por la autovía del Llobregat (A-2) favorece esta situación.

### Accesos por ferrocarriles
- Dispone de parada de los ferrocarriles de la Generalidad de Cataluña, a través de la línea Barcelona-Igualada, también llamada R6.
- Otra opción es ir con RENFE hasta Martorell y enlazar con los ferrocarriles de la Generalidad de Cataluña hasta San Esteban de Sasroviras.

### Accesos por carretera
- Se puede llegar hasta el municipio a partir de la autovía del Llobregat, la A-2, dirección Lérida salida Martorell por Ca N'Amat.
- También se puede llegar a través de la autopista, por la AP-2, salida Martorell dirección Capellades. Incorporarse a la B-224, a 7 km se encuentra la entrada de San Esteban de Sasroviras.

### Con autobús
- Por San Esteban de Sasroviras pasa una línea intercomarcal de autobuses que lo comunica con las poblaciones vecinas.

## Economía
Favorecido por su situación geográfica cercana a Barcelona, el sector industrial ha tenido un gran crecimiento en el municipio, pasando de una fábrica de pañuelos de lana a principio del siglo XX a más de 150 industrias actualmente, repartidas en diversos polígonos industriales. Entre las empresas presentes en el municipio se encuentran Chupa Chups y el fabricante de automóviles SEAT.
El PIB por habitante en el año 2019 fue de € 79.800 aproximadamente, un 144,9% superior a la media de Cataluña.

## Administración
| Periodo   | Nombre                           | Partido |
| --------- | -------------------------------- | ------- |
| 1979-1983 | Josep Valls Bou                  | A.D.I.  |
| 1983-1987 | Joan Galceran i Margarit         | PSC     |
| 1987-1991 | Joan Galceran i Margarit         | PSC     |
| 1991-1995 | Joan Galceran i Margarit         | PSC     |
| 1995-1999 | Joan Galceran i Margarit         | PSC     |
| 1999-2003 | Joan Galceran i Margarit         | PSC     |
| 2003-2007 | Enric Carbonell Jorba            | PSC     |
| 2007-2011 | Enric Carbonell Jorba            | PSC     |
| 2011-2015 | Enric Carbonell Jorba            | PSC     |
| 2015-2019 | María del Carmen Rallo Casanovas | ERC     |
| 2019-2023 | Enric Carbonell Jorba            | PSC     |

## Personas destacadas
- Rosalía Vila, cantante
- Núria Pradas, escritora
- Jana Fernández, futbolista.